# Anatoliscus longicornis
Anatoliscus longicornis là một loài chân đều trong họ Trichoniscidae. Loài này được Verhoeff miêu tả khoa học năm 1949.